# 娘惹淋麵

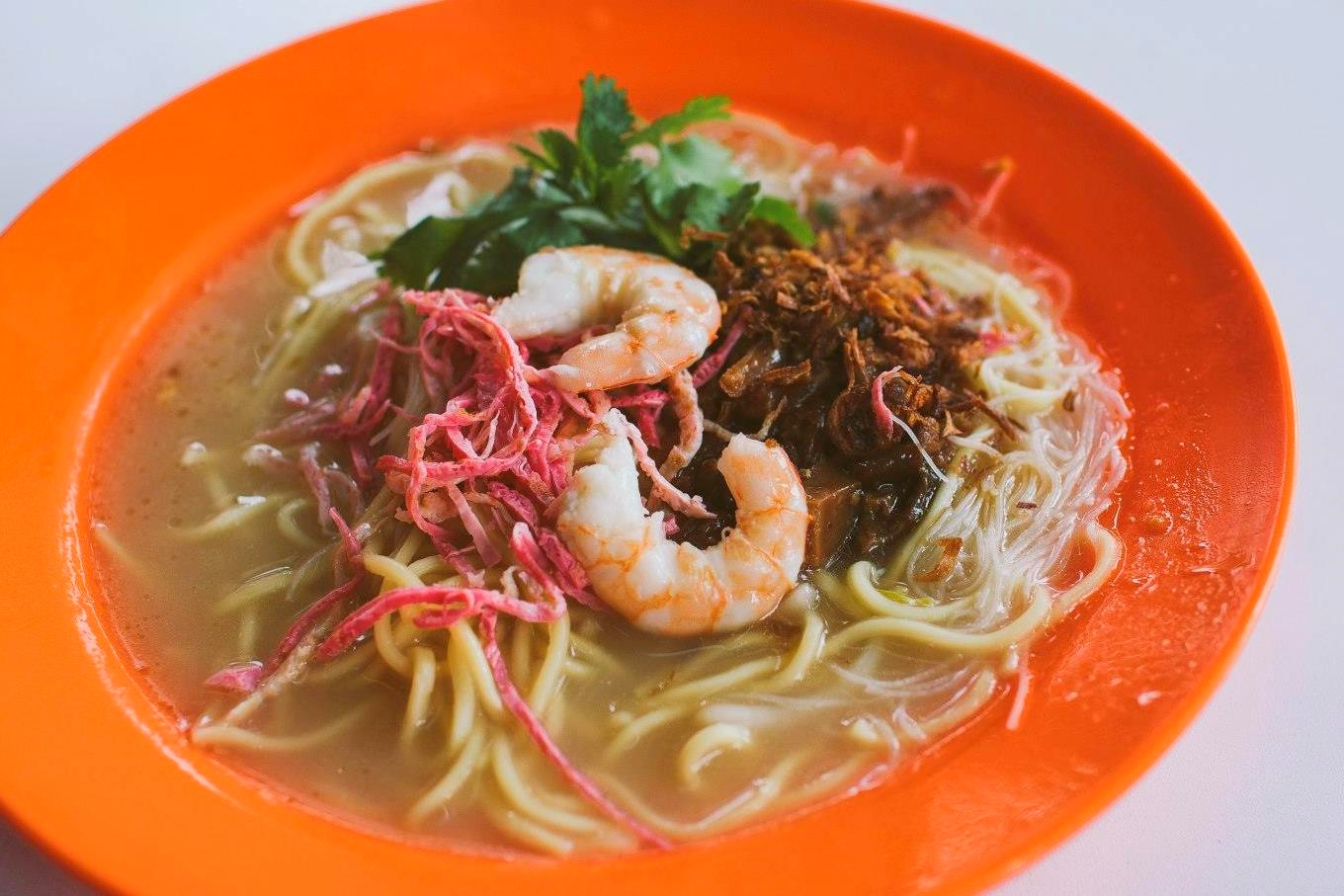
傳統的槟城淋麵

槟城淋麵是一道流行於馬來西亞檳城華人社區的麵食料理，最初盛行於峇峇娘惹家庭，后来成为孩子生日時必吃的麵食，因此又被稱為生日麵。由於上桌时將湯汁“淋”在麵上，與吉隆坡一帶的淋麵有區别，因此被稱為檳城的淋麵，當地人稱其為淋麵。

## 來源
娘惹淋麵的做法與福建閩南的滷麵類似。早期檳城一帶的峇峇也多源自福建的漳州，使得娘惹淋麵帶有滷麵的影子。不過，娘惹淋麵的外觀與吉隆坡淋麵不同，吉隆坡的淋麵湯汁顏色較深，且濃稠度較高。另外，滷麵也隨著早期漳州、泉州、福州一帶的移民帶入檳城，因馬來半島其他地方有這種麵食，加上當地人對這道麵食的稱呼，造成外地人經常將娘惹淋麵與滷麵混淆。
在傳統的檳城娘惹文化中，生日當天一定要吃生日麵。若是長輩生日，通常會將生日麵放進裝飾精美的礼篮送至親友家，接獲生日麵的親友會將麵倒入另一碗中，然後洗淨原本裝承的碗盤，再擺上兩個雞蛋及兩束用紅紙包梱的麵線放回漆藍裡，當作回禮。

## 做法
娘惹淋麵的湯頭與福建麵相似，以豬骨、蝦殼、豬皮熬製湯頭，另外將汆燙過的韭菜放在碟子墊底，再依序擺上已燙熟的黃麵和豆芽，淋上湯汁，再鋪上蝦仁、蟹肉、豬肉片、染紅的雞蛋絲等，再放上油蔥酥、蔥花、香菜和辣椒片做裝飾及提味，吃時搭配巴拉盞辣椒醬。因為該麵食是峇峇娘惹家庭在生日時必吃的料理，因此其食材擁有各種象徵意義，如長麵條寓意長壽、韭菜代表長久、豆芽代表新生，另外染紅的雞蛋絲則有沾染喜氣的意味。該麵食後來經由福建小販販售，而進入一般華人社區內，成為檳城常見的麵食之一。不過一般當地華人不將其做為節慶料理，僅將其稱為淋麵，不帶有任何節日色彩，因此並沒有將雞蛋絲染成紅色，部分店家改以水煮蛋切片，也有店家為健康考量而不使用蝦殼和蝦頭熬湯。